# Jiajinkou
Jiajinkou (kinesiska: 夹津口, 夹津口镇) är en köping i Kina. Den ligger i provinsen Henan, i den centrala delen av landet, omkring 60 kilometer väster om provinshuvudstaden Zhengzhou. Antalet invånare är 24 720. Befolkningen består av 11 838 kvinnor och 12 882 män. Barn under 15 år utgör 17,0 %, vuxna 15-64 år 73 %, och äldre över 65 år 8,0 %.
Genomsnittlig årsnederbörd är 617 millimeter. Den regnigaste månaden är juli, med i genomsnitt 126 mm nederbörd, och den torraste är december, med 4 mm nederbörd.